# Reação de McMurry
A reação de McMurry é uma reação de acoplamento na qual dois reagentes contendo grupos funcionais cetona e/ou aldeído dão origem a um alceno, pelo intermédio de um 1,2-diol, através do uso de um cloreto de titânio e um agente redutor.

Esquema reacional geral da reação de McMurry.

## História e desenvolvimento
Originalmente descoberta independentemente por Mukaiyama e Tyrlik em 1973, que reportaram, respectivamente, o uso de tetracloreto de titânio(IV), TiCl4, e zinco em pó, ou tricloreto de titânio(III), TiCl3, e magnésio para acoplar cetonas e/ou aldeídos resultando nos respetivos 1,2-dióis ou alcenos. Contudo, a reação tornar-se-ia epónima de McMurry quando este, no ano seguinte, em 1974, reportaria a síntese de alcenos pelo homoacoplamento de cetonas e benzaldeído, utilizando para o efeito uma mistura de dois equivalentes de tricloreto de titânio(III), TiCl3, para um equivalente de hidreto de alumínio(III) e lítio, LiAlH4. Digno de nota, esta comunicação reporta a síntese do betacaroteno pelo homoacoplamento de dois equivalentes de retinal.

Reacção de McMurry para a síntese do betacaroteno.

## Procedimentos experimentais e reagentes
Os solventes mais utilizados nesta reacção são éteres (THF e DME) e, apesar de não existirem estudos sistemáticos sobre o efeito do solvente, este já foi observado como tendo um importante efeito na selectividade da reacção.
As fontes de titânio utilizadas são, na sua esmagadora maioria TiCl3 e TiCl4 que são reduzidos in situ para gerar as espécies activas de titânio a baixo estado de oxidação.
Para este efeito, dado o problema de selectividade do redutor para com os substratos ou intermediarios reaccionais, a escolha do reagente é importante.

## Mecanismo reaccional
A reacção pode ser interpretada sobretudo considerando duas etapas: a formação do intermediário pinacolato e a formação do alceno. A formação do alceno efectua-se por eliminação concertada radicalar.
Ambas as publicações seminais de Mukaiyama e Tyrlik apresentavam sugestões para o mecanismo reaccional da reacção, apesar de distintas. A primeira, sugeria a passagem por um intermediário do tipo pinacolato que subsequentemente, pela eliminação de oxidos de titânio generaria o alceno desejado. Por este mecanismo a geração dos 1,2-diois é explicada pela hidrolise básica do tratamento final da reacção. A segunda avançava que a espécie activa de titânio eliminaria um oxido de titânio inicialmente dando origem a um carbeno livre, que dimerizaria para o alceno.

McMurry

Estudo recentes sobre a reducção de TiCl3 com Mg ou LiAlH4 demonstraram que esta reacção não genera titânio metálico, mas sim complexos de titânio de baixo estado de oxidação. Nomeadamente, a reacção de TiCl3 ou TiCl4 com excesso de Mg gera TiMgCl2(THF)x e (TiMgCl)2(THF)x, nos quais o titânio se encontra formalmente nos estados de oxidação 0 e -2.
A observação de uma mistura de isómeros de enantiómeros, com distribuições diferentes, e a observação de mono-alcois são consistentes com uma reacção concertada.